# Balthasar Uloth
Balthasar Uloth (* 5. Juni 1608; † 3. März 1642 in Darmstadt) war ein hessen-darmstädtischer Mediziner sowie Stadtphysikus von Darmstadt und Babenhausen.

## Leben
Balthasar Uloth wurde als Sohn des landgräflichen Amtskellers von Lichtenberg Martin Uloth geboren. Er entsprang einer alten hessischen Beamten- und Gelehrtenfamilie. Sein Vater stammte aus Melsungen, wo die Familie bis 1520 durch den Registrator zu Kassel Johannes Uloth belegbar ist.
Aus seiner Ehe mit Dorothea Uloth, entstammte die Tochter Elisabetha Margaretha Förtsch geb. Uloth, die 1659 den Schulmeister zu Wertheim Georg Förtsch heiratete. Aus dessen Familie der Staatsmann Johann Philipp Förtsch und der Theologe Michael Förtsch hervorging.
Als der Stadtrat von Darmstadt den Landgrafen Georg II. von Hessen-Darmstadt 1635 um einen Stadtphysikus bat, blieb diese Bitte erfolglos. Erst durch die Bewerbung des aus Lichtenberg kommenden Uloth, wurde ein Arzt für Darmstadt gefunden.